# Umberto Bonadè
Umberto Bonadè, italijanski veslač, * 2. januar 1909, † 1992.
Bonadè je za Italijo nastopil na Poletnih olimpijskih igrah 1928 v Amsterdamu, kjer je kot član četverca brez krmarja osvojil bronasto medaljo.